# Eudorellopsis integra
Eudorellopsis integra är en kräftdjursart som först beskrevs av Sidney Irving Smith 1879.  Eudorellopsis integra ingår i släktet Eudorellopsis och familjen Leuconidae. Inga underarter finns listade i Catalogue of Life.